# Parlamentswahl in Griechenland Juni 2012
- KKE: 12
- SYRIZA: 71
- DIMAR: 17
- PASOK: 33
- ND: 129
- ANEL: 20
- XA: 18

Die Parlamentswahl in Griechenland im Juni 2012 fand am 17. Juni 2012 statt, nur sechs Wochen nach der Wahl vom 6. Mai 2012, die keine regierungsfähige Mehrheit erbracht hatte. Als stärkste Partei ging die konservative Nea Dimokratia (ND) mit knappem Vorsprung vor der linkssozialistischen SYRIZA aus der Wahl hervor.
Nachdem sich die ND mit der sozialdemokratischen PASOK und der Demokratischen Linken (DIMAR) auf die Bildung einer Regierung hatte einigen können (Kabinett Samaras), wurde Andonis Samaras, Vorsitzender der Nea Dimokratia, am 20. Juni 2012 zum griechischen Ministerpräsidenten vereidigt.

## Vorgeschichte
Die vorgezogene Neuwahl vom 6. Mai 2012, eine Folge der Erschütterungen Griechenlands durch die griechische Finanzkrise, veränderte die politische Landschaft Griechenlands stark: Aus Enttäuschung oder Verbitterung über die Sparpolitik und die Rezession wandten sich viele Wähler von den beiden ehemals großen Parteien ab (Nea Dimokratia und PASOK hatten sich seit Ende der griechischen Militärdiktatur im Juli 1974 in der Regierung des Landes abgewechselt und zuletzt die Übergangsregierung von Loukas Papadimos getragen). Die beiden Parteien verloren so stark an Stimmen, dass sie selbst gemeinsam keine Regierungsmehrheit mehr bilden konnten. SYRIZA, eine Koalition radikaler Linker und Partei seit dem 22. Mai 2012, wurde überraschend zweitstärkste Partei. Auch zog erstmals die rassistische und neonazistische Chrysi Avgi ins Parlament ein; zudem die am 24. Februar 2012 gegründete rechtspopulistische Anexartiti Ellines und die linke Dimokratiki Aristera.
Bei diesen Mehrheitsverhältnissen gelang keine Regierungsbildung. Die nacheinander mit der Regierungsbildung beauftragten Vorsitzenden der nahe beieinander liegenden drei Parteien mit den meisten Wählerstimmen gaben ihren Auftrag jeweils alsbald zurück, wobei vor allem Andonis Samaras trotz der theoretischen Möglichkeit keinerlei Interesse an einer Koalition äußerte.
Auch der Versuch von Staatspräsident Karolos Papoulias, sie zu einer Regierung mit ausreichender Mehrheit zusammenzubringen, scheiterte. Letztlich maßgeblich für das Scheitern war die Weigerung von SYRIZA, sich an einer den Sparkurs fortsetzenden Koalition zu beteiligen. Der SYRIZA-Vorsitzende Alexis Tsipras erklärte, das griechische Volk habe die Vereinbarungen mit EU, IWF und EZB über einen Schuldenschnitt aufgrund der EU-Beschlüsse vom 26. Oktober 2011 und dessen Voraussetzungen, in denen Spar- und Reformmaßnahmen als Bedingung für Finanzhilfen akzeptiert worden waren, für null und nichtig erklärt.
Nachdem am 15. Mai 2012 alle Versuche, eine Regierung zu bilden, gescheitert waren, musste der Staatspräsident nach Artikel 37 der Verfassung von Griechenland einen der obersten Richter als Übergangspremier ernennen, das Parlament auflösen und Neuwahlen ausschreiben. Papoulias ernannte daher am 16. Mai 2012 (ΦΕΚ A 121/2012) Panagiotis Pikrammenos zum Ministerpräsidenten; mit Dekret vom 19. Mai 2012 (ΦΕΚ A 125/2012) löste er das gerade gewählte Parlament auf und beschloss Neuwahlen am 17. Juni 2012.

### Einflussnahmen
Vor der Wahl warnten zahlreiche ausländische europäische Politiker davor, dass eine Aufkündigung der Abmachungen mit EU, EZB und IWF, wie sie vor allem die Linkspartei Syriza für den Fall ihres Wahlsieges ankündigte, den Verbleib des Landes in der Eurozone in Frage stelle. Alexis Tsipras, der SYRIZA-Parteivorsitzende, wies dies als Einmischungsversuch zurück.

### Meinungsumfragen vor der Wahl
Nach Umfragen hatte die Linkspartei Syriza Aussicht auf weiteren Stimmenzuwachs. In einigen Umfragen lag sie vor der Nea Dimokratia; Schwankungen in der Meinung bzw. den Wahlabsichten der Wähler waren erkennbar:
| Umfrageinstitut | Datum      | Parteien | Parteien | Parteien | Parteien | Parteien | Parteien | Parteien |
| Umfrageinstitut | Datum      | ND       | SYRIZA   | PASOK    | ANEL     | KKE      | XA       | DIMAR    |
| --------------- | ---------- | -------- | -------- | -------- | -------- | -------- | -------- | -------- |
| Metron Analysis | 12.05.2012 | 21,7     | 25,5     | 14,6     | –        | –        | –        | –        |
| Kappa Research  | 12.05.2012 | 18,1     | 20,5     | 12,2     | –        | –        | –        | –        |
| Public Issue    | 25.05.2012 | 26,0     | 30,0     | 15,5     | 7,0      | 5,0      | 4,0      | 6,5      |
| Kappa Research  | 26.05.2012 | 25,8     | 20,1     | 13,0     | –        | –        | –        | –        |
| VPRC            | 26.05.2012 | 26,0     | 28,5     | 12,5     | 7,0      | 5,0      | 5,5      | 7,0      |
| Public Agency   | 26.05.2012 | 16,0     | 30,0     | 15,5     | 8,0      | 5,0      | 4,0      | 6,5      |
| Alco            | 26.05.2012 | 25,6     | 22,9     | 14,0     | –        | –        | –        | –        |
| Marc            | 26.05.2012 | 25,2     | 23,2     | 12,6     | –        | –        | –        | –        |
| MRB             | 26.05.2012 | 23,3     | 23,2     | 13,8     | –        | –        | –        | –        |
| GPO             | 30.05.2012 | 23,4     | 22,1     | 13,5     | 7,4      | 5,9      | 4,2      | 5,1      |
| Public Issue    | –1.06.2012 | 25,0     | 31,5     | 13,5     | 5,5      | 5,5      | 4,5      | 7,5      |

In einer Umfrage am 12. Mai 2012 sprachen sich 78 Prozent der Befragten für einen Verbleib in der Eurozone aus.

## Wahlsystem
Gewählt wurden 300 Abgeordnete.
Die Wahl erfolgte nach einem im Wesentlichen von der Verhältniswahl geprägten Wahlsystem. 288 der 300 Sitze wurden in 56 Wahlkreisen gewählt, wobei die je Wahlkreis vergebene Anzahl der Mandate je nach Bevölkerungszahl in den einzelnen Wahlkreisen unterschiedlich war; so entfielen auf den größten Wahlkreis Athen-B mit 1,4 Millionen Wahlberechtigten 42 Sitze. Die Wahl erfolgte über Parteilisten. Die Wähler konnten innerhalb der Wahlkreisliste der von ihnen gewählten Partei die von ihnen bevorzugten Kandidaten ankreuzen. In acht kleinen Wahlkreisen wurde nur je ein Mandat vergeben; dieses erhielt der Kandidat mit den meisten Stimmen, sodass das Wahlsystem auch Elemente der Mehrheitswahl enthielt. Zwölf Mandate wurden aufgrund einer landesweiten Liste nach reiner Verhältniswahl vergeben.
Eine Partei musste aufgrund einer Sperrklausel eine Hürde von 3 Prozent überwinden, um in das Parlament einziehen zu können.
Die Sitzverteilung erfolgte in der Weise, dass die Partei, die die meisten Stimmen erhielt, 50 zusätzliche Sitze als Bonus bekam. Wahlbündnisse hatten praktisch keine Aussicht auf diesen Bonus, da ihr Stimmanteil für die Ermittlung der stärksten Partei durch die Anzahl der in ihnen zusammengeschlossenen Parteien dividiert wurde. Die übrigen Sitze wurden proportional unter allen Parteien verteilt, die die Sperrklausel von 3 Prozent überwanden. Hierdurch wurde die Bildung regierungsfähiger Mehrheiten begünstigt.
Wahlberechtigt waren alle griechischen Bürger ab dem vollendeten 18. Lebensjahr, insgesamt 9,85 Millionen Wähler. In Griechenland bestand nominell Wahlpflicht; Nichtwählen wurde aber nicht sanktioniert. Der Anteil der Nichtwähler stieg auf 37,5 %; er war schon bei vorangegangenen Wahlen angestiegen.
Das neugewählte Parlament trat am 28. Juni 2012 zusammen.

## Parteien
Die von Enttäuschung über die etablierten Parteien und von Protest gegen die Austeritätspolitik geprägte Wahl vom 6. Mai 2012 hatte zu einer weitgehenden Zersplitterung der Parteienlandschaft geführt. Insgesamt entfielen 19 % der abgegebenen Stimmen auf Parteien, die an der Dreiprozenthürde scheiterten.
Vor der Neuwahl am 17. Juni 2012 zeigten sich daher Bestrebungen, das Wählerpotential zu bündeln. Beispiele:
- die konservativ-liberale Dimokratiki Symmachia von Dora Bakogianni unterstützte die Nea Dimokratia.
- Die beiden an der Dreiprozenthürde gescheiterten liberalen Kleinparteien Dimiourgia, xana! und Drasi schlossen sich zu einem Wahlbündnis zusammen.
- Die Kinoniki Symfonia von Louka Katseli unterstützte dagegen SYRIZA.[28]

Das Linksbündnis SYRIZA, bisher ein Wahlbündnis, gründete sich als Partei neu, um im Falle eines Wahlsieges in den Genuss des 50-Sitze-Bonus kommen zu können.
Der Oberste Gerichtshof hatte 21 Parteien und Wahlbündnisse sowie eine Einzelbewerberliste zur Wahl zugelassen:
| Nr. | Partei | Partei                                | Partei | Name | Ausrichtung        | Spitzenkandidat       | Spitzenkandidat          |
| --- | ------ | ------------------------------------- | --- | --- | ------------------ | --------------------- | ------------------------ |
| 1.  |        | Logo der ND                           | Nea Dimokratia (ND) Neue Demokratie / Neue Republik | Νέα Δημοκρατία (ΝΔ) | konservativ        | Andonis Samaras       | Andonis Samaras          |
| 2.  |        | Logo der SYRIZA                       | SYRIZA – Enotiko Kinoniko Metopo (SYRIZA-EKM) SYRIZA – Vereinte Soziale Front | ΣΥΡΙΖΑ – Ενωτικό Κοινωνικό Μέτωπο (ΣΥΡΙΖΑ-ΕΚΜ) | linkssozialistisch | Alexis Tsipras        | Alexis Tsipras           |
| 3.  |        | Logo der PASOK                        | Panellinio Sosialistiko Kinima (PASOK) Panhellenische Sozialistische Bewegung | Πανελλήνιο Σοσιαλιστικό Κίνημα (ΠΑΣΟΚ) | sozialdemokratisch | Evangelos Venizelos   | Evangelos Venizelos      |
| 4.  |        |                                       | Anexartiti Ellines (ANEL) Unabhängige Griechen | Ανεξάρτητοι Έλληνες (ΑΝΕΛ) | rechtspopulistisch | Panos Kammenos        | Panos Kammenos           |
| 5.  |        | Logo der KKE                          | Kommounistiko Komma Elladas (KKE) Kommunistische Partei Griechenlands | Κομμουνιστικό Κόμμα Ελλάδας (ΚΚΕ) | kommunistisch      | Aleka Papariga        | Aleka Papariga           |
| 6.  |        |                                       | Chrysi Avgi (XA) Goldene Morgendämmerung | Χρυσή Αυγή (ΧΑ) | neonazistisch      |                       | Nikolaos Michaloliakos   |
| 7.  |        | Logo der DIMAR                        | Dimokratiki Aristera (DIMAR) Demokratische Linke | Δημοκρατική Αριστερά (ΔΗΜΑΡ) | links              | Fotis Kouvelis        | Fotis Kouvelis           |
| 8.  |        |                                       | - Anexartiti Ananeotiki Aristera (Unabhängige Erneuerte Linke) - Ananeotiki Dexia (Erneuerte Rechte) - Ananeotiki PASOK (Erneuerte PASOK) - Ananeotiki Nea Dimokratía (Erneuerte Nea Dimokratia) - Ochi sto Polemo (Nein zum Krieg) - Komma Epichirisi Charizo Ikopeda (Partei Unternehmen Ich verschenke Grundstücke) - Chrizo Chrei, Sozo Zoes (Ich verschenke Schulden, Ich rette Leben) - Panagrotiko Ergatiko Kinima Ellados (Landwirtschaftliche Arbeiterbewegung) | - Ανεξάρτητη Ανανεωτική Αριστερά - Ανανεωτική Δεξιά - Ανανεωτικό ΠΑΣΟΚ - Ανανεωτική Νέα Δημοκρατία - Όχι στον Πόλεμο - Κόμμα Επιχείρηση Χαρίζω Οικόπεδα - Χαρίζω Χρέη, Σώζω Ζωές - Παναγροτικό Εργατικό Κίνημα Ελλάδος |                    |                       | Miltiadis Tzalazidis     |
| 9.  |        |                                       | Antikapitalistiki Aristeri Synergasia gia tin Anatropi (ANTARSYA) Antikapitalistische Linke Zusammenarbeit für den Umsturz | Αντικαπιταλιστική Αριστερή Συνεργασία για την Ανατροπή (ΑΝΤΑΡΣΥΑ) | kommunistisch      |                       |                          |
| 10. |        |                                       | Kinima Ethnikis Andistasis (KEAN) Nationale Widerstandsbewegung | Κίνημα Εθνικής Αντίστασης (ΚΕΑΝ) | rechtspopulistisch |                       | Ippokratis Savvouras     |
| 11. |        |                                       | Kinonia – Politiki Parataxi Synechiston tou Kapodistria Gesellschaft und politische Fraktion der Nachfolger von Kapodistrias | Κοινωνία Πολιτική Παράταξη συνεχιστών Καποδίστρια |                    |                       | Michalis Eliadis         |
| 12. |        | Logo der Bewegung „Ich bezahle nicht“ | Kinima Den Plirono Bewegung „Ich bezahle nicht“ | Κίνημα Δεν Πληρώνω | Protestpartei      |                       | Vasilis Papadopoulos     |
| 13. |        |                                       | Enosi Kendroon Zentrumsunion | Ένωσης Κεντρώων | Mitte              |                       | Vasilis Levendis         |
| 14. |        | Logo der Partei Panathinaiko Kinima   | Panathinaiko Kinima (PANKI) Panathenäische Bewegung | Παναθηναϊκό Κίνημα (ΠΑΝΚ) |                    |                       | Giorgios Betsikas        |
| 15. |        |                                       | Komma Fileleftheron Partei der Liberalen | Κόμμα Φιλελευθέρων | liberal            |                       | Emmanouil Kalligiannis   |
| 16. |        | Logo der Piratenpartei Griechenlands  | Komma Piraton Elladas Piratenpartei Griechenlands | Κόμμα Πειρατών Ελλάδας | Piratenpartei      |                       | Ioannis Panagopoulos     |
| 17. |        |                                       | Ikologi Prasini Ökologen/Grüne | Οικολόγοι Πράσινοι | grün               | Ioanna Kontouli       | Ioanna Kontouli          |
| 18. |        |                                       | Ethniki Elpida Nationale Hoffnung | Εθνική Ελπίδα |                    |                       | Giorgos Papadopoulos     |
| 19. |        |                                       | Laikos Orthodoxos Synagermos (LAOS) Völkischer Orthodoxer Alarm | Λαϊκός Ορθόδοξος Συναγερμός (ΛΑΟΣ) | nationalistisch    | Georgios Karatzaferis | Georgios Karatzaferis    |
| 20. |        | Logo der Dimiourgia Xana              | Dimiourgia, xana! Erneute Erschaffung | Δημιουργία, ξανά! | liberal            |                       | Thanos Tzimeros          |
| 21. |        |                                       | - Kommounistiko Komma Elladas (marxistiko-leninistiko) (KKE (m-l)) Kommunistische Partei Griechenlands (Marxisten-Leninisten) - Marxistiko-Leninistiko Kommounistiko Komma Elladas (Μ-L ΚΚΕ) Marxistische-Leninistische Kommunistische Partei Griechenlands | - Κομμουνιστικό Κόμμα Ελλάδας (μαρξιστικό-λενινιστικό) (ΚΚΕ (μ-λ)) - Μαρξιστικό-Λενινιστικό Κομμουνιστικό Κόμμα Ελλάδας (Μ-Λ ΚΚΕ)                                                                                      | maoistisch         |                       |                          |
| 22. |        |                                       | Memonomeni Einzelbewerberliste | Μεμωνομένοι | Einzelbewerber     |                       | Athanasios Daskalopoulos |

## Wahlergebnis

Gewinner nach Präfekturen:
Nea Dimokratia
SYRIZA – Enotiko Kinoniko Metopo

| Listen                   | Listen                                                            | Stimmen   | %    | +/-   | Mandate | +/- |
| ------------------------ | ----------------------------------------------------------------- | --------- | ---- | ----- | ------- | --- |
|                          | Nea Dimokratia (ND)                                               | 1.825.497 | 29,7 | +10,8 | 129     | +21 |
|                          | Synaspismos Rizospastikis Aristeras (SYRIZA-EKM)                  | 1.655.022 | 26,9 | +10,1 | 71      | +19 |
|                          | Panellinio Sosialistiko Kinima (PASOK)                            | 756.024   | 12,3 | −0,9  | 33      | −8  |
|                          | Anexartiti Ellines (ANEL)                                         | 462.406   | 7,5  | −3,1  | 20      | −13 |
|                          | Chrysi Avgi (XA)                                                  | 426.025   | 6,9  | −0,1  | 18      | −3  |
|                          | Dimokratiki Aristera (DIMAR)                                      | 384.986   | 6,3  | +0,1  | 17      | −2  |
|                          | Kommounistiko Komma Elladas (KKE)                                 | 277.227   | 4,5  | −4,0  | 12      | −14 |
|                          | Dimiourgia, xana! 1                                               | 98.140    | 1,6  | −0,6  | –       | ±0  |
|                          | Laikos Orthodoxos Synagermos (LAOS)                               | 97.099    | 1,6  | −1,3  | –       | ±0  |
|                          | Ikologi Prasini                                                   | 54.408    | 0,9  | −2,0  | –       | ±0  |
|                          | Kinima Den Plirono                                                | 23.699    | 0,4  | −0,5  | –       | ±0  |
|                          | Antikapitalistiki Aristeri Synergasia gia tin Anatropi (ANTARSYA) | 20.416    | 0,3  | −0,9  | –       | ±0  |
|                          | Kinonia – Politiki Parataxi Synechiston tou Kapodistria           | 17.770    | 0,3  | −0,2  | –       | ±0  |
|                          | Enosi Kendroon (EK)                                               | 17.145    | 0,3  | −0,3  | –       | ±0  |
|                          | Komma Piraton Elladas (KPE)                                       | 14.170    | 0,2  | −0,3  | –       | ±0  |
|                          | Panathinaiko Kinima (PANKI)                                       | 12.459    | 0,2  | Neu   | –       | Neu |
|                          | KKE (m-l) – Μ-L ΚΚΕ                                               | 7.592     | 0,1  | −0,1  | –       | ±0  |
|                          | Ethniki Elpida (EE)                                               | 4.290     | 0,1  | Neu   | –       | Neu |
|                          | Komma Fileleftheron                                               | 623       | 0,0  | −0,1  | –       | ±0  |
|                          | Kinima Ethnikis Andistasis (KEAN)                                 | 81        | 0,0  | ±0,0  | –       | ±0  |
|                          | Unabhängige                                                       | 385       | 0,0  | −0,1  | –       | ±0  |
| Gesamt                   | Gesamt                                                            | 6.155.464 | 100  |       | 300     | –   |
|                          |                                                                   |           |      |       |         |     |
| Leere Stimmzettel        | Leere Stimmzettel                                                 | 25.373    | 0,4  | –0,2  |         |     |
| Ungültige Stimmzettel    | Ungültige Stimmzettel                                             | 35.961    | 0,6  | –1,2  |         |     |
| Wähler                   | Wähler                                                            | 6.216.798 | 62,5 | +2,6  |         |     |
| Wahlberechtigte          | Wahlberechtigte                                                   | 9.947.876 |      |       |         |     |
|                          |                                                                   |           |      |       |         |     |
| Quelle: Innenministerium |                                                                   |           |      |       |         |     |